# Kabinett Tarand
Regierung der Republik Estland unter Ministerpräsident Andres Tarand (Kabinett Tarand)
Amtszeit: 8. November 1994 bis 17. April 1995
| Ressort                             | Name            | Amtszeit              | Partei                                        |
| ----------------------------------- | --------------- | --------------------- | --------------------------------------------- |
| Ministerpräsident                   | Andres Tarand   | 08.11.1994–17.04.1995 | Eesti Maa-Keskerakond                         |
| Außenminister                       | Jüri Luik       | 08.11.1994–17.04.1995 | Vabariiklaste ja Konservatiivide Rahvaerakond |
| Verteidigungsminister               | Enn Tupp        | 08.11.1994–17.04.1995 | Isamaa                                        |
| Reformministerin                    | Liia Hänni      | 08.11.1994–17.04.1995 | Eesti Maa-Keskerakond                         |
| Innenminister                       | Kaido Kama      | 08.11.1994–17.04.1995 | Isamaa                                        |
| Finanzminister                      | Andres Lipstok  | 08.11.1994–17.04.1995 | Eesti Liberaaldemokraatlik Partei             |
| Sozialminister                      | Toomas Vilosius | 08.11.1994–17.04.1995 | Eesti Liberaaldemokraatlik Partei             |
| Wirtschaftsminister                 | Toivo Jürgenson | 08.11.1994–17.04.1995 | Isamaa                                        |
| Justizminister                      | Jüri Adams      | 08.11.1994–17.04.1995 | Eesti Rahvusliku Sõltumatuse Partei           |
| Kultur- und Bildungsminister        | Peeter Olesk    | 08.11.1994–17.04.1995 | Eesti Rahvusliku Sõltumatuse Partei           |
| Landwirtschaftsminister             | Aldo Tamm       | 08.11.1994–17.04.1995 | Eesti Maa-Keskerakond                         |
| Verkehrs- und Infrastrukturminister | Andi Meister    | 08.11.1994–17.04.1995 | Eesti Rahvusliku Sõltumatuse Partei           |
| Umweltminister                      | Vootele Hansen  | 08.11.1994–17.04.1995 | Vabariiklaste ja Konservatiivide Rahvaerakond |
| Minister ohne Geschäftsbereich      | Arvo Niitenberg | 08.11.1994–17.04.1995 | Isamaa                                        |
| Minister ohne Geschäftsbereich      | Eiki Nestor     | 08.11.1994–17.04.1995 | Eesti Maa-Keskerakond                         |